# Módulo SPP

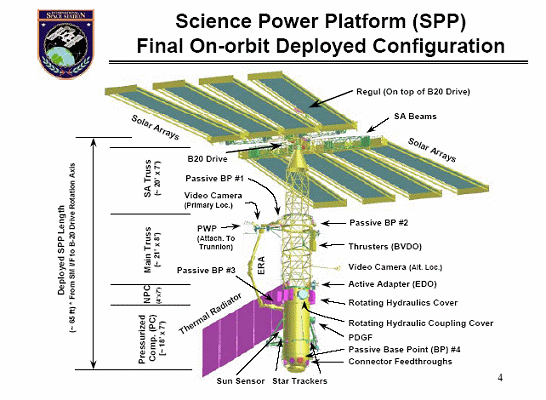
Projeto da Plataforma de Energia

A Plataforma de Energia para a Ciência (SPP na sigla em inglês) seria um elemento russo da Estação Espacial Internacional. A SSP iria ao espaço no compartimento de carga de um ônibus espacial e após acoplada a ISS forneceria energia para o setor russo da estação. Estava planejado que a Plataforma teria oito painéis solares, um radiador térmico e serviria de suporte para Braço Robótico Europeu da Agência Espacial Europeia.
A tragédia do Columbia, na missão STS-107, provocou a suspensão dos voos dos ônibus espaciais e a revisão do plano de construção da ISS. Levando a Agência Espacial Federal Russa junto com a NASA a uma redução do número de módulos previstos inicialmente, acarretando o cancelamento do  SPP.